# Berau
Berau (indonez. Kabupaten Berau) – kabupaten w indonezyjskim Borneo Wschodnim. Jego ośrodkiem administracyjnym jest Tanjung Redeb.
Kabupaten ten od wschodu leży nad Morzem Celebes.
W 2010 roku kabupaten ten zamieszkiwało 179 079 osób, z czego 89 688 stanowiła ludność miejska, a 89 391 ludność wiejska. Mężczyzn było 96 594, a kobiet 82 485. Średni wiek wynosił 25,4 lat.
Kabupaten ten dzieli się na 13 kecamatanów:
- Batu Putih
- Biatan
- Biduk-Biduk
- Gunung Tabur
- Kelay
- Maratua
- Pulau Derawan
- Sambaliung
- Segah
- Tabalar
- Talisayan
- Tanjung Redeb
- Teluk Bayur